# Glossoloma martinianum
Glossoloma martinianum là một thực vật loài thuộc họ Gesneriaceae. Nghiên cứu gần đây đã dời nó khỏi chi Alloplectus.
Đây là loài đặc hữu của Ecuador. Môi trường sống tự nhiên của chúng là rừng núi ẩm nhiệt đới hoặc cận nhiệt đới.